# Xiwangmu
Xiwangmu 西王母, Xi Wangmu, Hsi Wang Mu, o la Reina Mare d'Occident, és un personatge de la mitologia xinesa que durant la dinastia Han va passar a ser una divinitat taoista. Viu en un palau de jade sobre el Kunlun celest, un lloc màgic on creixen les herbes de la immortalitat i els peixos de vida llarga. És una autoritat dels immortals, i les seves deixebles són totes les dones que aspiren a assolir el Tao.

## Xiwangmu en els textos

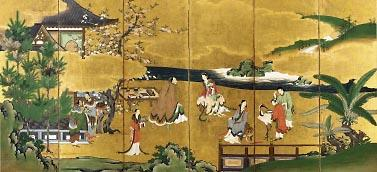
Wudi, dels Han, troba a Xiwangmu – art japonès.

En els escrits oraculars de la dinastia Shang es troba el terme «ximu» sense conèixer el seu significat exacte. Com que també existeix una «mare d'orient» es pot suposar que ambdues divinitats formaven un parell d'oposats. La relació amb Xiwangmu és, de totes maneres, dubtosa.
El personatge de Xiwangmu es troba documentat a partir del segle IV aC, quan és esmentada pel rei Mu de la dinastia Zhou. El sobirà va dur a terme una expedició militar a l'actual província de Xinjiang contra les tribus anomenades Xinjiang. Es diu que hauria trobat a Xiwangmu, història que es reflecteix en els Anals de bambú (Zhushu jinian), crònica oficial del regne de Wei. L'escrit va ser trobat l'any 279 en la tomba del rei Xiang, i l'època que cobreix va del regne antic de Huangdi fins a l'any 299 aC. El text esmenta que «durant el dissetè any, el rei va anar a l'oest fins al Kunlun, va tenir una entrevista amb Xiwangmu i, a continuació, aquest mateix any, Xiwangmu va arribar a la cort per retre homenatge al rei Mu. A la tardor, durant el vuitè mes, el rei va anar al nord, va creuar les sorres movedisses (probablement el desert de Taklamakan) i la Muntanya Jiyu, va atacar els Quanrong, va capturar els seus cinc reis, i va arribar fins a on el blau de les aus muda, i Xiwangmu els repinta». Altres textos confirmen el vincle de Xiwangmu amb les aus.
El viatge del rei Mu va ser portat a la ficció en la «Crònica del fill del cel Mu». Segons Rémi Mathieu, que va traduir i va comentar aquest llibre en francès, hauria estat escrit entre 400 aClC. i 350 aC. Es descriu a Xiwangmu com una bella dona a qui el rei visita en una trobada a la riba del llac Yao (jaspi). El rei promet a Xiwangmu tornar quan posi al seu regne en ordre.
D'acord al Manual d'alquímia del mestre Chonghe, citat per Robert van Gulik a «Vida sexual a l'antiga Xina», Xiwangmu és una dona que troba el seu tao en l'alimentació del seu propi yin, és a dir, tenint moltes relacions sexuals. S'inclina especialment pels homes joves.

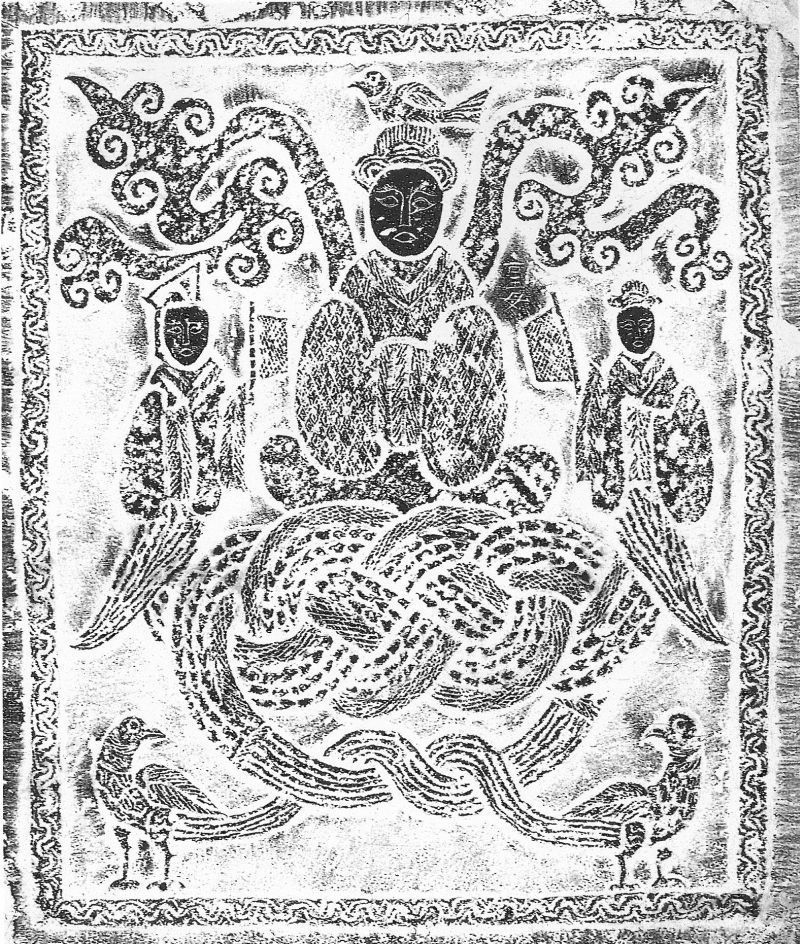
Gravat mural que representa a Xiwangmu, dinastia Han.

També s'esmenta a Xiwangmu en un text posterior, el Llibre de les muntanyes i els mars del període dels Regnes Combatents, completat durant els Han. Allí apareix com una criatura d'aspecte aterridor, meitat humana meitat animal, que brama, amb un comportament sinistre: «al sud del mar occidental, sobre la ribera de sorres movedisses.... hi ha algú que té una capa de tigre amb dents i una cua, viu en una cova, es diu Xiwangmu està a càrrec de la malaltia i el càstig corporal». En altres passatges es precisa que habita sobre la Muntanya de Jade o Muntanya Kunlun, lloc d'abundància: té cua de lleopard i un ocell blau l'acompanya a tot arreu.
En el capítol Dazongshi (大宗师) de Zhuangzi, Xiwangmu és un ésser atemporal que penetra el Tao. En el Huainanzi s'esmenta que posseeix les herbes de la immortalitat que van convertir a Chang'e en fada.
Una ficció històrica, la biografia de Han Wudi es refereix als «préssecs de la immortalitat» que Sun Wukong hauria robat en el Viatge a l'Oest (Dinastia Ming).
Alguns historiadors xinesos contemporanis han suggerit que Xiwangmu és la transcripció del nom d'una tribu de l'occident de la Xina.
Per la seva banda, el taoisme l'associa de vegades amb Donghua, el rei-pare de l'est.

## Culte

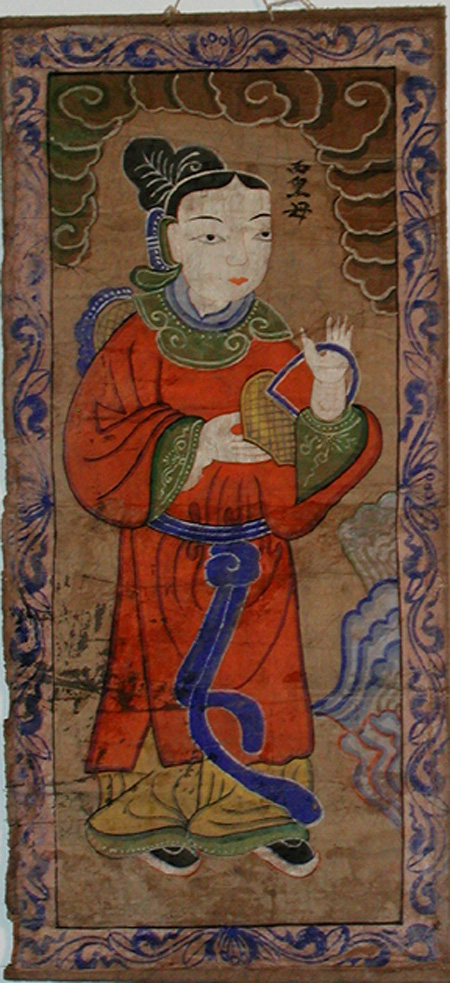
Retrat vietnamita de Xiwangmu.

En el Llibre de Han, anals oficials de la dinastia fins a l'any 9, ens assabentem que l'any 4 de l'era Jianping de l'emperador Aidi (3 aC o 2 aC), va haver-hi una gran sequera a Henan i Shaanxi. Guiada pels oracles de Xiwangmu, la població de les zones afectades van emigrar a la capital Chang'an, on van cantar i van ballar en honor de la deessa. Sota els Han es va convertir en culte popular i va guanyar un cert reconeixement oficial.

### Divinitat taoista
Xiwangmu està associada a Donghua, el Rei-pare d'Orient, segons experts, creat especialment per a ella. Cadascun està a càrrec dels immortals del seu sexe. D'acord amb certes teories, són també mestres de l'hàlit vital del Yin-Yang, i s'engendren mútuament.
De vegades és representada com un missatgera, el seu deixeble preferit, la Dona misteriosa dels nou cels identificada com qingniao, l'ocell de tres potes del Llibre de les muntanyes i els mars, o xuanniao, l'«au ombra» de la dinastia Shang.
Segons el Yongcheng jixianlu, una col·lecció de la vida immortal reunida en l'època de la dinastia Tang, es va aparèixer a l'emperador Groc com un ocell vestit amb una pell de guineu, en la seva batalla contra Chiyou per lliurar-li el talismà de les cinc muntanyes sagrades. La seva enviada, la missatgera misteriosa, hauria fabricat un carro, indicant el sud, la qual cosa va permetre a l'emperador dirigir allí el seu exèrcit. És per això que la deessa és considerada també la patrona dels carreters.
Sota el nom de reina mare àvia, Xiwangmu de vegades forma parella amb l'emperador de Jade. El seu aniversari diví és el dia 3 del tercer mes o el 18 del setè mes al calendari xinès.

### Noms divins

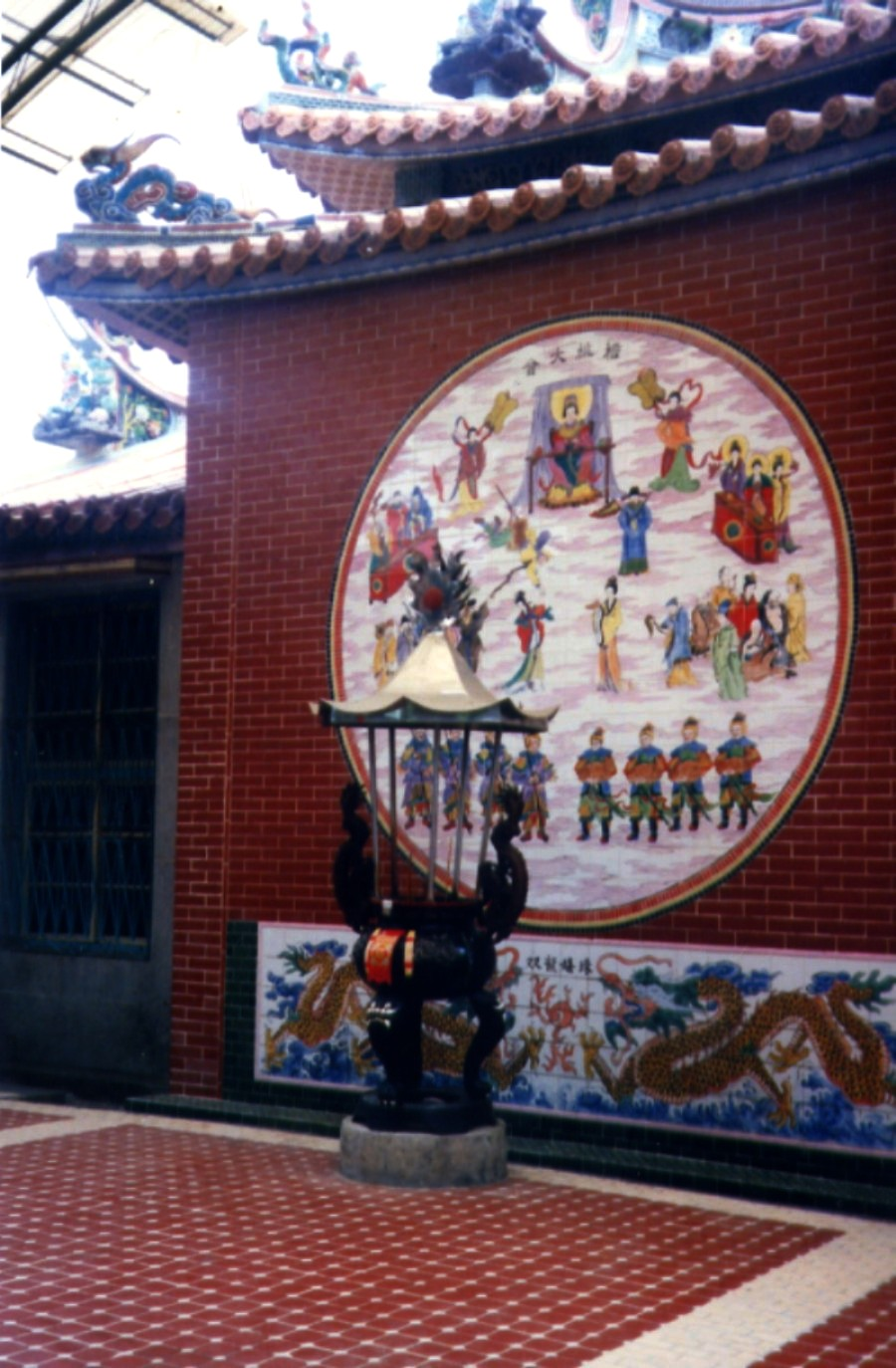
Pintura en un temple prop de Kaohsiung, Taiwan.

Com totes les divinitats, se li han assignat multitud de noms. Els més freqüents són:
- Reina mare (王母 wangmu) o Reina mare àvia (王母娘娘 wangmu niangniang).
- Mare d'or (金母 jinmu), ja que l'oest està associat tradicionalment al metall preciós segons la teoria dels cinc elements: el seu homòleg el Rei pare d'Orient es converteix en el pare de la fusta, associada a l'est.
- Mare d'or del bol de jaspi (瑤池金母 yaochi jinmu), pel nom del lloc on ella hauria rebut al rei Mu.
- Mare d'or del magnífic Occident resident de la muntanya de la tortuga (龜山西華金母 guishan xihua jinmu).
- Vella dama d'Occident (西姥 xilao).

### Iconografia

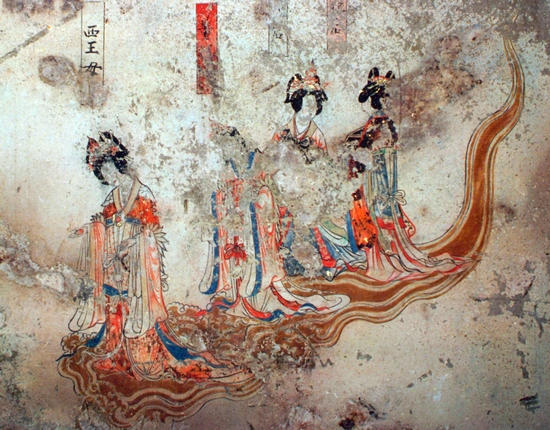
Fresc de la tomba a la muntanya Pao, la primera figura de l'esquerra és Xiwangmu.

En els frescos dels temples o ocasionalment en les tombes apareix representada en l'horta de la immortalitat o asseguda en un tron, flanquejada de vegades per Dongwanggong. Ella pot usar una pell de lleopard i estar acompanyada de l'ocell blau, un tigre blanc (símbol de l'Occident), una guineu de nou cues (una altra criatura fantàstica del Llibre de les muntanyes i els mars) o d'una llebre que és una reminiscència de la lluna on Chang'e s'eleva gràcies a les herbes de la immortalitat. Sota ella es troben els seus servidors i els immortals. De vegades, el sol i la lluna, símbols del Yin i el Yang, emmarquen l'escena.